# Rosedale (Mississippi)
Pour les articles homonymes, voir Rosedale.
La ville de Rosedale est le siège du comté de Bolivar, situé dans l'État du Mississippi, aux États-Unis. Sa population s'élevait à 1 584 habitants lors du recensement de 2020.